# مذبحة أودينلي
مذبحة أودينلي هي مجزرة راح ضحيتها أكثر من ثلاثين مدنيا صوماليا، نفذها جنود إثيوبيون في الصومال يعملون مع بعثة الاتحاد الأفريقي في الصومال يوم الأحد 17 يوليو 2016، في قرية أودينلي، 30 كم غرب بيدوا.

## خلفية

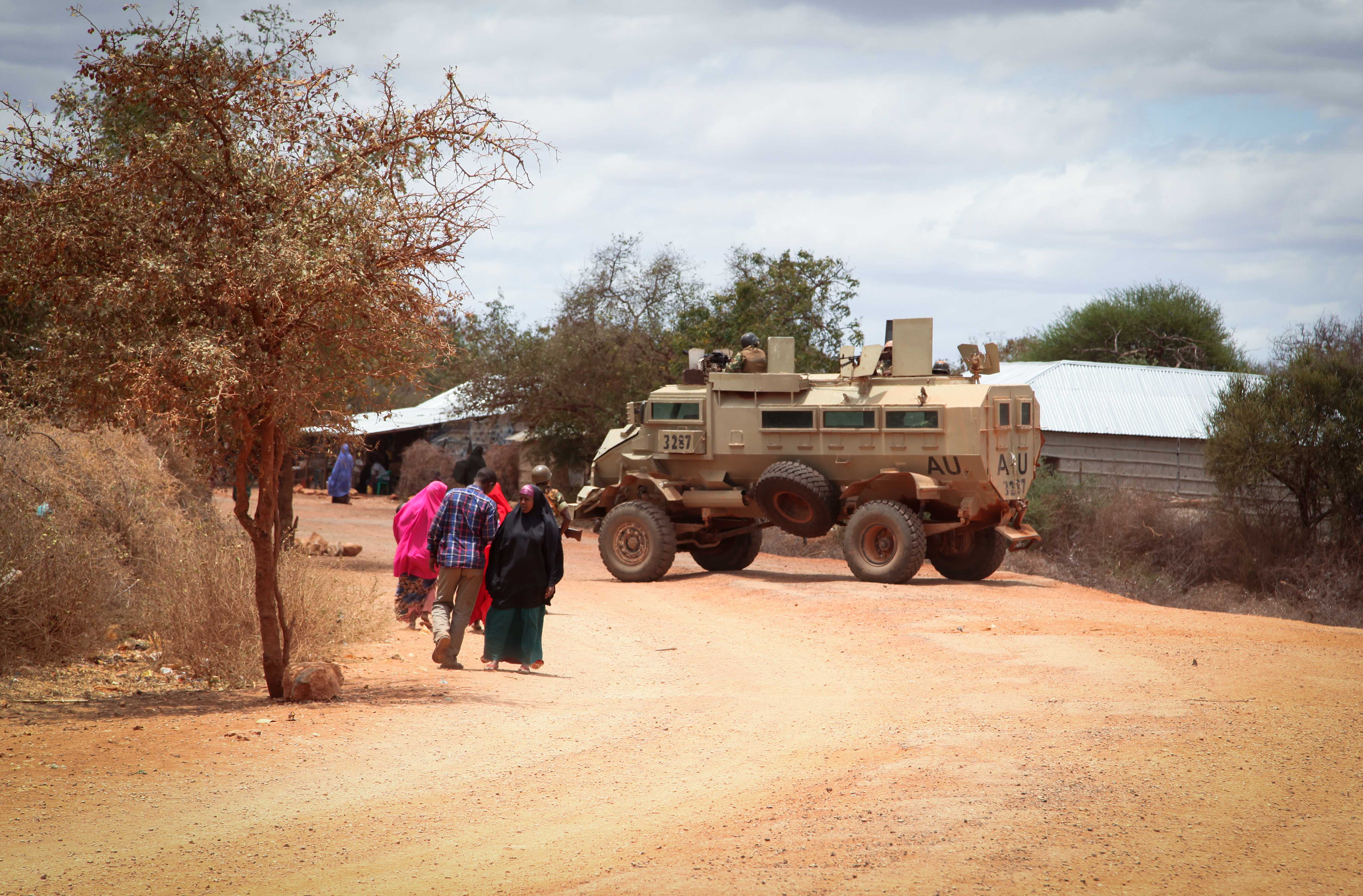
قوات بعثة الاتحاد الإفريقي في الصومال في أودينلي عام 2013

هاجمت القوات الإثيوبية منزلاً كان يعيش فيه مقرئ يدرس القرآن لأطفال القرية، وحسب السكان المحليين فإن القوات الإثيوبية ارتكبت المذبحة انتقاما من تعرضها لكمين أعدته حركة الشباب. وادعت القوات الإثيوبية في تغريدة على تويتر أن المدنيين قتلوا خلال اشتباكات بينهم وبين مليشيات حركة الشباب.